# Dalbymästaren
Dalbymästaren är ett anonymnamn för en skulptör verksam under 1300-talet.
Om Dalbymästaren är en infödd gotländsk skulptör är tvivelaktigt, men troligen var han svensk. Bland hans kända arbeten finns triumfkrucifixet i Dalby kyrka i Uppland samt de fragmentariska triumfkrucifixen från Frösthults kyrka och Lagga kyrka samt ett litet altarkrucifix i Riala kyrka. Tidigare tillskrevs han även krucifixet i Rasbo kyrka, men det har efter nyare undersökningar tillskrivits Étienne de Bonneuil.